# Hình cầu dẹt
 Hình cầu dẹt, hay phỏng cầu tròn xoay là một hình không gian được tạo ra, khi một hình elip phẳng xoay quanh trục ngắn của nó. Đây là một trường hợp đặc biệt của hình ellipsoid.
Reference ellipsoid, một trong nhiều định nghĩa của hình Trái Đất là một điển hình của hình cầu dẹt. Bán kính cực, {\displaystyle b\,\!}, nhỏ hơn bán kính xích đạo, {\displaystyle a\,\!}, khoảng 21 km. Hình này là hậu quả của lực li tâm trong chuyển động xoay của Trái Đất quanh trục sinh ra.
Hình cầu dẹt trong Hệ tọa độ Descartes, với tâm ở gốc tọa độ, sinh ra từ một elip chính tắc trên mặt phẳng Oxz có phương trình:
{\displaystyle {x^{2} \over a^{2}}+{y^{2} \over a^{2}}+{z^{2} \over b^{2}}=1}
Thứ nhất và thứ hai Hình cầu dẹt,
{\displaystyle {}_{\color {white}x}f={\mbox{ver}}(o\!\varepsilon )=2\sin ^{2}\left({\frac {o\!\varepsilon }{2}}\right)=1-\cos(o\!\varepsilon )={\frac {a-b}{a}};\,\!}
{\displaystyle f'=\tan ^{2}\left({\frac {o\!\varepsilon }{2}}\right)={\frac {1-\cos(o\!\varepsilon )}{1+\cos(o\!\varepsilon )}}={\frac {a-b}{a+b}}.\,\!}
(nơi {\displaystyle o\!\varepsilon \,\!} là góc tâm sai.)

## Diện tích bề mặt
Diện tích mặt của hình cầu dẹt là một trường hợp suy biến của mặt ellipsoid, được tính bởi công thức sau:
{\displaystyle S_{hcd}=2\pi \left(b^{2}+a{\sqrt {a^{2}-b^{2}}}E(o\!\varepsilon ,m)+{\frac {ab^{2}}{\sqrt {a^{2}-b^{2}}}}F(o\!\varepsilon ,m)\right),\,\!}
trong đó
{\displaystyle o\!\varepsilon =\arccos \left({\frac {b}{a}}\right)\;} (dạng dẹt), hoặc {\displaystyle \arccos \left({\frac {a}{b}}\right)\;} (dạng dài) là góc modular, hay độ lệch tâm góc
{\displaystyle m={\frac {a^{2}-b^{2}}{a^{2}\sin(o\!\varepsilon )^{2}}}\,\!} và {\displaystyle E(o\!\varepsilon ,m)\,\!}, {\displaystyle F(o\!\varepsilon ,m)\,\!} là các tích phân elip chưa hoàn thành bậc nhất và bậc hai.